# 布兰顿·阿尔梅达
布兰顿·皮埃里·克鲁兹·德·阿尔梅达（葡萄牙語：Brandonn Pierry Cruz de Almeida，1997年3月16日—）生于圣保罗，是一名巴西男子游泳运动员，主攻自由泳和混合泳。布兰顿的名字源自于李小龙之子李国豪（Brandon Lee）。他有一个哥哥和一个弟弟，其中弟弟布鲁斯同样是一名游泳选手。他在三岁时开始接触体育运动，童年期间，他接触过跆拳道、柔道、足球等运动，最终选择了游泳。